# Anna Identici
Anna Identici (née à Castelleone le 30 juillet 1947) est une chanteuse italienne de la pop/folk  et personnalité de la télévision.

## Biographie
Né à Castelleone (Crémone), Anna Identici est la fille d'un employé de la Ferrovie dello Stato. Identici commence à chanter  enfant, en participant à des festivals et de spectacles. En 1964, elle participe au  Festival de Musique de Castrocaro atteignant la finale; la même année, elle fait ses débuts à la télévision, en tant que soubrette de Mike Bongiorno dans l'émission de variétés de la RAI La fiera dei sogni.
Entre 1966 et 1973, Identici participe 6 fois au Festival de Sanremo . En 1969, peu de temps avant d'entrer en compétition avec la chanson Il treno, Identici fait une tentative de suicide et est finalement remplacée par Rosanna Fratello.
Au cours des années 1970, sa carrière prend un tournant avec un répertoire folklorique et avec des chansons abordant les sujets politiques et sociaux.
Agnetha Fältskog chanteuse de ABBA, dans son album När en vacker tanke blir en sång (1972) chante le hit de Anna Identici  Era bello il mio ragazzo (traduit en suédois Dröm är dröm, och saga saga).

## Discographie

### Album
- 1966: Un bene grande così (Ariston, AR 0151)
- 1969: Anna Identici (Ariston, AR 10034)
- 1971: Alla mia gente (Ariston, AR 12052)
- 1972: Apro gli occhi di donna su 'sta vita (Ariston, AR 12073)
- 1973: Adesso sembra solo una speranza (Ariston, AR 12103)
- 1974: E per la strada (Ariston, AR 12148)
- 1976: Anna come sei (Ariston, AR 12282)
- 1978: ...Vita (Ariston, AR 12332)
- 1986: Maria bonita (Ricordi, SMRL 6361)
- 2002: Il meglio (M. Musique, MRCD 4247)

### Singles
- 1966 : Un bene grande così / Mamma babbo surf (Ariston, AR 0040)
- 1966 : Una rosa da Vienna / Uno ha bisogno dell'altro (Ariston, AR 0111)
- 1966 : Una lettera al giorno / Sempre così (Ariston, AR 0127)
- 1966 : Il bene che mi dai / Ben tornato a casa (Ariston, AR 0145)
- 1967: Tanto tanto caro / Una stretta di mano (Ariston, AR 0192)
- 1967 : Non passa più / Al bar del corso (Ariston, AR 0222)
- 1968: Quando m'innamoro / Cielo mio (Ariston, AR 0242)
- 1968 : Non calpestate i fiori / Non mi cambierai (Ariston, AR 0253)
- 1968 : Sorri sorri sorridi / Più importante dell'amore (Ariston, AR 0297)
- 1969 : Il treno / La gente vola (Ariston, AR 0304)
- 1970 : Taxi / Ho veduto la vita (Ariston, AR 0342)
- 1971 : L'uva fogarina / Sciur padrun dalle belle braghe bianche (Ariston, AR 0512)
- 1972 : Se l'operaia non va in paradiso / Il fumo (Ariston, AR 0545)
- 1973 : Mi son chiesta tante volte / Vangelo 2000 (Ariston, AR 0585)
- 1974 : 40 giorni di libertà / Col cuore e con le mani (Ariston, AR 0650)